# Eophona personata
El picogordo japonés (Eophona personata), también conocido como pepitero enmascarado o picogordo enmascarado, es una especie de ave paseriforme de la familia Fringillidae nativa de Asia Oriental. 

## Descripción

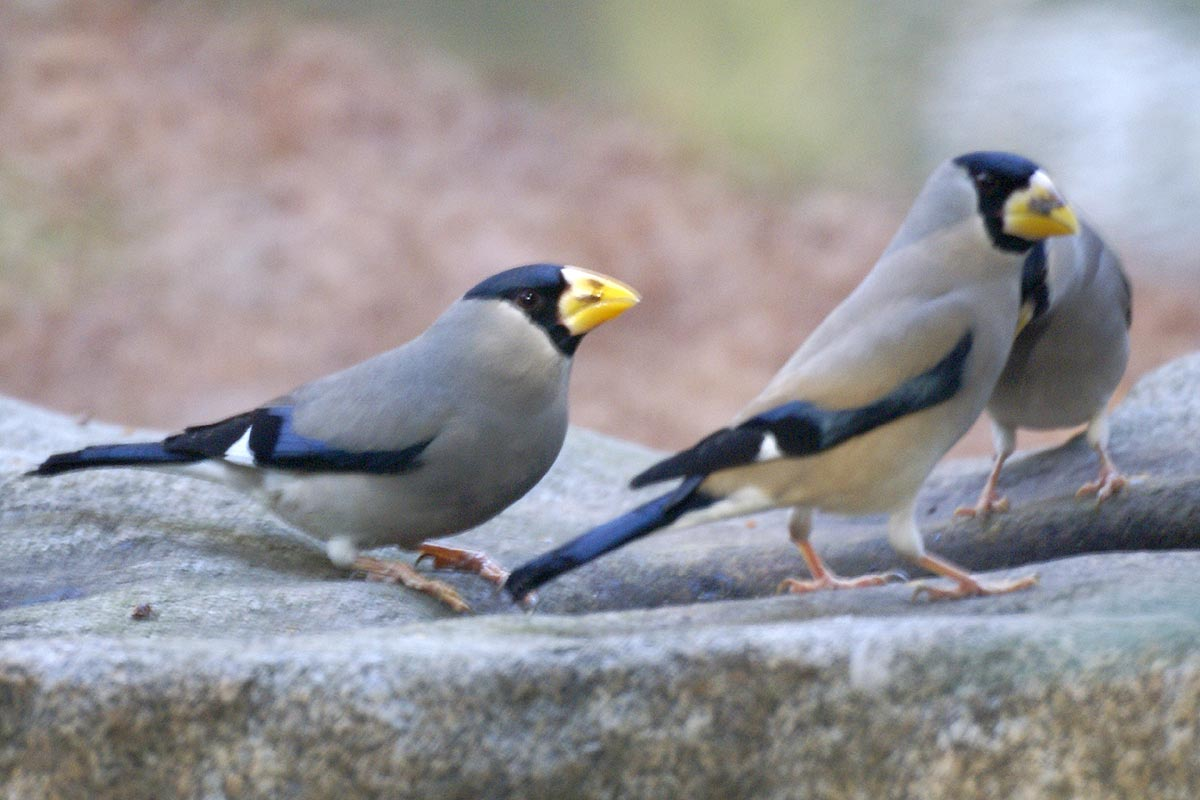
Picogordo japonés (E. personata)

Es un fringílido de gran tamaño, con un peso reportado de 80 gramos (para un solo macho) y una longitud de entre 18 y 23 cm. Entre las medidas estándar, la cuerda alar es de 10,2 a 11,7 cm, la cola de 8,3 a 9,5 cm y el culmen de 2,1 a 2,6 cm. La firma característica del ave es su gran pico amarillo brillante. Los adultos tienen una gran mancha negra que se extiende desde la cabeza a la barbilla y de las bridas hasta el cuello. El lado del cuello es de un color gris blanquecino pálido. La parte inferior del ave es de un gris más opaco. La parte posterior es de marrón grisáceo, mientras que los flancos están bañados de un color rojizo o marrón rojizo. Las alas y la cola son de color negro, pero tiene un parche blanco en las coberteras supracaudales interiores y una banda blanca en el centro de las primarias, que es visible en vuelo. Los juveniles son en general de un gris más apagado y carecen de negro en la cabeza. La subespecie, E. p. magnostris es ligeramente más grande que la subespecie nominal. También es generalmente de un tono más pálido y con un mancha blanca más pequeña en las primarias.

## Ecología
La subespecie alterna (E. p. magnostris) es completamente migratoria, se reproduce en los alrededores de las regiones de Amur, Ural y Manchuria e inverna en Hebei y Pekín, es raro que vaya al sur hacia Corea del Norte. La subespecie nominal vive en Japón, desde Hokkaido hasta Kyushu, y no es migratoria estacionalmente pero deambula considerablemente durante el invierno, en gran parte en búsqueda de fuentes de alimentos. Es localmente común, y en ocasiones son abundantes alrededor de las principales áreas de alimentación. Se presenta en bosques mixtos o caducifolios. También se aparece en bosques de roble y abedul y parques bien arbolados y jardines. Por lo general se presenta en parejas o en pequeñas bandadas. Conductualmente, puede resultar engañosamente secreto, a menudo permanecen ocultos en el follaje, cerca de la copa de los árboles. Se alimenta principalmente de una variedad de semillas e insectos. Durante el invierno, viven principalmente de las nueces de cedro, pero también se alimentan de semillas de abedul y bayas. Durante el verano se convierten en gran medida en insectívoros y regularmente comen orugas y escarabajos.